# 聖母峰 (電影)
是一部2015年英國、美國和冰島合拍的传记生存冒险电影，由巴塔薩·科馬庫自編自導。電影2015年9月2日的第72屆威尼斯影展上作為開幕片首映，9月18日於美國上映。

## 劇情
改編自1996年聖母峰事故，描述四支隊伍：冒險顧問登山隊（紐西蘭，四人死亡）、Mountain Madness登山隊（美國，一人死亡）、台灣聖母峰遠征隊（一人死亡）、印度聖母峰遠征隊（全滅，三人死亡），在嘗試攻頂的途中遭到人類有史以來所面臨最險惡的暴風雪襲擊。

## 演員
| 演員                           | 角色                                                                         |
| 傑森·克拉克                    | 羅伯特·哈爾（Robert Hall） 暱稱：羅伯（Rob）                                 |
| 傑克·葛倫霍                    | 史考特·費雪 （Scott Fischer）                                                |
| 喬許·布洛林                    | 貝克·威瑟斯 （Beck Weathers）                                                |
| 约翰·霍克斯                    | 道格·韓森 （Doug Hansen）                                                    |
| 山姆·沃辛頓                    | 蓋·柯特 （Guy Cotter）                                                       |
| 羅蘋·萊特                      | 瑪格莉特·威瑟斯（Margaret Weathers） 暱稱：桃子（Peach）                     |
| 麥可·凱利                      | 強·克拉庫爾 （Jon Krakauer）                                                 |
| 綺拉·奈特莉                    | 珍·亞諾 （Jan Arnold）                                                       |
| 艾蜜莉·華特森 （Emily Watson） | 海倫·威爾頓 （Helen Wilton）                                                 |
| 湯姆·萊特                      | 麥可·格鲁姆 （Michael Groom）                                                |
| 馬丁·亨德森                    | 安德魯·哈里斯（Andrew Harris） 暱稱：安迪（Andy） 電影譯名：哈洛德（Harold） |
| 伊莉莎白·戴比基                | 卡羅琳·麥肯錫 醫生 （Dr. Caroline Mackenzie）                                |
| 森尚子                         | 難波康子 （Namba Yasuko）                                                    |

## 發行

### 評價
《聖母峰》獲得了多為正面的評價。爛番茄基於189條專業影評，持有72%的新鮮度，平均得分6.7／10。Metacritic上根據39家媒體得分64，代表普遍好評。

### 票房
中国大陆累计1.018亿人民币。
| 上一届： 《移動迷宮：焦土試煉》 | 2015年香港一週票房冠軍 第38周 | 下一届： 《火星任務》 |